# Victor Francen

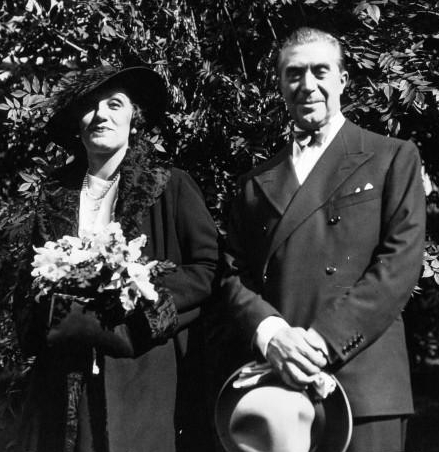
Victor Francen mit seiner Ehefrau Mary Marquet (1934)

Victor Francen (* 5. August 1889 als Victor Charles Sidonie Franssen in Tienen, Belgien; † 17. November 1977 in Aix-en-Provence, Frankreich) war ein belgischstämmiger Schauspieler beim französischen und amerikanischen Film.

## Leben und Wirken
Victor Charles Sidonie Franssen stammte aus dem flämischen Landesteil Belgiens, unweit der Sprachgrenze zur Wallonie. Sein Vater war ein höherer Polizeibeamter. Bereits im Alter von 15 Jahren trat Franssen in Amateurstücken auf. Ehe er zum Profischauspieler wurde, arbeitete er als Büroangestellter. Sein professionelles Bühnendebüt gab Victor Franssen 1908 am Brüsseler Théâtre royal du Parc. Anschließend ging er nach Frankreich, änderte seinen flämischen Nachnamen in ein für Franzosen leichter aussprechbares Francen um und ließ sich vom Schauspieler/Schauspiellehrer Paul Mounet am Konservatorium professionell ausbilden. Gegen Ende des Ersten Weltkriegs etablierte sich Francen an Pariser Bühnen wie dem Gymnase und wurde später auch Mitglied der Comédie-Française. Theatergastspiele führten ihn zurück nach Brüssel aber auch nach Russland, Kanada und Südamerika.
Erste Kontakte zur Kinematographie knüpfte Victor Francen in den Jahren 1921 bis 1923, als er in mehreren Stummfilmen mitwirkte. Doch erst mit Anbruch des Tonfilmzeitalters trat er regelmäßig vor die Kamera. Victor Francen spielte in einer Reihe namhafter französischer Produktionen heroische Charaktere und aristokratische Offiziere, Priester und betrogene Ehemänner. Die größte Vorkriegsleistung wurde seine Hauptrolle des Commandant Bréval in dem Anfang 1940 angelaufenen Dammbau- und Kolonialzeitdrama Der Mann vom Niger. Da kurz zuvor der Zweite Weltkrieg begonnen hatte, konnte Francen in Frankreich nicht mehr an diesen Erfolg anschließen. Nach der Besetzung des Landes durch deutsche Truppen entschloss er sich zur Flucht in die USA. Dort setzte Francen seine Filmkarriere fort. Francen, später US-amerikanischer Staatsbürger, wurde mit zahllosen Nebenrollen bedacht. Er belegte das Rollenfach des meist finsteren und undurchsichtigen Europäers mit starkem Akzent und spielte sowohl Nazischurken als auch Verräter, aber auch Widerständler und Diplomaten. 1947 kehrte Victor Francen nach Frankreich zurück, konnte aber in dortigen Kinoproduktionen kaum mehr Rollen erhalten und trat stattdessen sporadisch in ausländischen Filmen vor die Kamera. Hin und wieder wirkte er auch in einzelnen Folgen von (meist amerikanischen) Fernsehserien mit.
Francen war zeitweilig mit der Schauspielerin Mary Marquet verheiratet.

## Filmografie
- 1921: Crépuscule épouvante
- 1923: La neige sur les pas
- 1923: Le doute
- 1931: Das Ende der Welt (La fin du monde)
- 1931: Après l'amour
- 1931: L'aiglon
- 1932: Les ailes brisée
- 1932: Mélo
- 1934: Le voleur
- 1934: L'aventurier
- 1935: Le chemineau
- 1935: Zwischen Abend und Morgen (Veille d’armes)
- 1935: Kampf um Madeleine (La porte du large)
- 1936: Der König (Le roi)
- 1937: Eifersucht (Nuits de feu)
- 1937: Gebrandmarkt (Forfaiture)
- 1937: J'accuse
- 1938: La vierge folle
- 1938: Double crime sur la Ligne Maginot
- 1938: Entente Cordiale
- 1939: Lebensabend (La Fin du jour)
- 1939: Der Mann vom Niger (L'homme du Niger)
- 1941: Das goldene Tor (Hold Back the Dawn)
- 1942: The Tuttles of Tahiti
- 1942: Sechs Schicksale (Tales of Manhattan)
- 1942: Botschafter in Moskau (Mission to Moscow)
- 1942: 10 Leutnants von West-Point (Ten Gentlemen from West Point)
- 1943: Madame Curie
- 1943: In Our Time
- 1943: Liebeslied der Wüste (The Desert Song)
- 1944: Fahrkarte nach Marseille (Passage to Marseille)
- 1944: Die Maske des Dimitrios (The Mask of Dimitrios)
- 1944: Der Ring der Verschworenen (The Conspirators)
- 1944: Hollywood Canteen
- 1945: Jagd im Nebel (Confidential Agent)
- 1945: Ein Mann der Tat (San Antonio)
- 1946: Tag und Nacht denk’ ich an Dich (Night and Day)
- 1946: Die Bestie mit den fünf Fingern (The Beast with five Fingers)
- 1946: Devotion [1943 gedreht]
- 1946: The Beginning or the End?
- 1947: To the Victor
- 1947: La révoltée
- 1949: Die Nacht geht zu Ende (La nuit s'achève)
- 1951: Die Taverne von New Orleans (Adventures of Captain Fabian)
- 1954: Inferno (Hell and High Water)
- 1955: Nachts auf den Boulevards (Bedevilled)
- 1957: In einem anderen Land (A Farewell to Arms)
- 1958: Das indische Grabmal
- 1960: Fanny
- 1964: Angst in der Stadt (La grande frousse)
- 1967: Immer Ärger mit den Lümmeln (Top Crack)